# بريطانيا العظمى
بريطانيا العظمى أو بريطانيا الكبرى أو إِنقِلْطَارَة جزيرة تقع شمالي المحيط الأطلسي قُبالة الساحل الشمالي الغربي لقارة أوروبا. يحيط بها بحر الشمال، والقنال الإنجليزي والمحيط الأطلسي. تشكل الجزء الأكبر من مساحة المملكة المتحدة، وتبلغ مساحتها 209,331 كم2 (أو 80,823 ميل مربع)، وهي أكبر أرخبيل الجزر البريطانية، وأكبر جزيرةٍ في قارة أوروبا، وتاسع أكبر جزيرةٍ مساحةً في العالم

يسود الجزيرة مناخ بحري مع تبايناتٍ قليلةٍ في درجات الحرارة بين الفصول. وإلى الغرب منها تقع جزيرة إيرلندا الأصغر منها مساحةً بنسبة ستين بالمئة، وتشكل هاتان الجزيرتان معاً -إلى جانب أكثر من ألفِ جزيرةٍ محيطةٍ بهما أصغر حجماً، إضافةً إلى نشوزٍ صخريةٍ كبيرةٍ غير مأهولةٍ ناتئةٍ في البحر على مقربةٍ منهما- تشكل جميعاً أرخبيل الجزر البريطانية.
وبوصفها كانت متصلةً بأوروبا القارية حتى ثمانية آلاف عامٍ خلت، فقد عُمرت بريطانيا العظمى من قبل الجنس البشري الحديث منذ حوالي ثلاثين ألف عام. بلغ تعداد سكان الجزيرة عام 2011 حوالي 61 مليون نسمة، مما يجعلها ثالث أكبر جزيرةٍ في العالم من حيث عددُ السكان بعد جاوا في إندونيسيا وهونشو في اليابان.
غالباً ما يُستخدم مصطلح «بريطانيا العظمى» للإشارة إلى إنجلترا واسكتلندا وويلز معاً، بما في ذلك الجزر المجاورة التابعة لها. تُكوّن بريطانيا الكبرى وإيرلندا الشمالية الآن المملكة المتحدة. نشأت مملكة بريطانيا العظمى الموحدة من الاتحاد بين مملكتي إنجلترا (التي كانت تضم «ويلز» في ذلك الوقت) واسكتلندا سنة 1707. وبتاريخ 18 سبتمبر/أيلول 2014 أُجريَ استفتاءٌ لسكان اسكتلندا للتصويت على الانفصال عن بريطانيا العظمى، وكانت النتيجة أن رفض الاسكتلنديون الانفصال بنسبة 55.3 ٪ من الأصوات.

## ترجمة مُبْهَمة
بريطانيا هي اسمٌ لبلدين اضطرّ الكتاب والمؤلفون إلى التفريق بينهما لجهة الكبر والصغر من حيث المساحة، فأصبح يُشار إلى بريطانيا -الواقعة في المملكة المتحدة- باسم بريطانيا الكبرى (بالإنجليزية: Great Britain)، ويشار إلى برطانية (بالإنجليزية: Brettani) الأخرى -المقاطعة التي تقع في فرنسا- على أنها بريطانيا الصغرى (بالإنجليزية: Little Britain)، ولذلك رأى عدة باحثين أنّ الترجمة الصحيحة لبريطانيا الكبيرة هي «بريطانيا الكبرى» لا العظمى (لاعتبار المساحة لا غير).

## المصطلح

### الأسماء الجغرافية
جرت الإشارة إلى الأرخبيل باسمٍ واحدٍ لأكثر من ألفي عام. اشتق مصطلح «الجزر البريطانية» من المصطلحات المستخدمة من قبل الجغرافيين الكلاسيكيين لوصف مجموعة الجزر هذه. بحلول عام 50 قبل الميلاد كان الجغرافيون اليونانيون يستخدمون «بريتانيكو» كاسمٍ مكافئٍ لمجموعة الجزر البريطانية. ومع الاحتلال الروماني لبريطانيا جرى استخدام المصطلح اللاتيني بريتانيا (بالإنجليزية: Britannia) للإشارة إلى جزيرة بريطانيا الكبرى، وفيما بعد بريطانيا الرومانية [أي القسم الجنوبي الروماني من الجزيرة] جنوب كاليدونيا.

أقدم اسمٍ معروفٍ لبريطانيا الكبرى هو "ألبيون" (باليونانية: Ἀλβιών) أو "إنسولا ألبيونوم" (جزيرة ألبيونوم)، من الكلمة اللاتينية "ألبوس" التي تعني "الأبيض" (لربما كانت تشير إلى منحدرات (جُروف) دوفر البيضاء، أول منظر يبدو من بريطانيا من جهة القارة) أو "الجزيرة" من "ألبيونيس". أقدم ذكرٍ وُجد لمصطلحاتٍ متعلقةٍ ببريطانيا الكبرى كان من قبل أرسطو (384-322 ق. م)، أو ربما من قبل أرسطو المستعار [أي ربما كان منسوباً لأرسطو]، في نصه عن العالم في المجلد الثالث؛ والنص كما هو من أعماله: "ثمّة جزيرتان كبيرتان جداً تسميان الجزر البريطانية "ألبيون" و"إيرن".
أول استخدامٍ مكتوبٍ معروفٍ لكلمة بريطانيا كانت عن نقلٍ حرفيٍّ يونانيٍّ قديمٍ لمصطلح P-Celtic السلتي الأصلي في عملٍ عن رحلات واكتشافات الجغرافي اليوناني «بيثياس» (بالإنجليزية: Pytheas) والتي لم تَصل إلينا. وأقدم السجلات الموجودة للكلمة هي اقتباسات لمؤلفين لاحقين من أمثال تلك الموجودة في «جغرافية سترابو»، و«التاريخ الطبيعي» لمؤلفه بليني، و«مكتبة التاريخ» لصاحبه ديودوروس الصقلي.
 أما بليني الأكبر (23-79 م) فذكر في سجلاته عن التاريخ الطبيعي لبريطانيا العظمى: «كان اسمها السابق ألبيون، ولكن في فترةٍ لاحقةٍ جرى إدراج جميع الجزر التي سنذكرها الآن -باختصارٍ- تحت اسم بريتاني.»

ينحدر اسم بريطانيا من الاسم اللاتيني لها؛ بريتانيا أو بريتانيا [بإمالة الألف التي تعقب التاء]، أرض البريطانيين. في الفرنسية القديمة بريتاني (ومن هنا أيضاً بريتاني الفرنسية الحديثة)، وفي الإنجليزية الوسطى بريتاين، وبريتاين [بإمالة الألف التي تعقب التاء]. استخدم الرومان بريتانيا منذ القرن الأول قبل الميلاد للدلالة على الجزر البريطانية مجتمعةً وهي مشتقة من كتابات رحلة بيثياس الجغرافي اليوناني (حوالي 320 ق. م)، والتي تكلمت عن العديد من الجزر شمالي المحيط الأطلسي حتى أقصى الشمال مثل توله (بالإنجليزية: Thule) (ربما كانت النرويج).

### من أين أتت «العظمى»؟

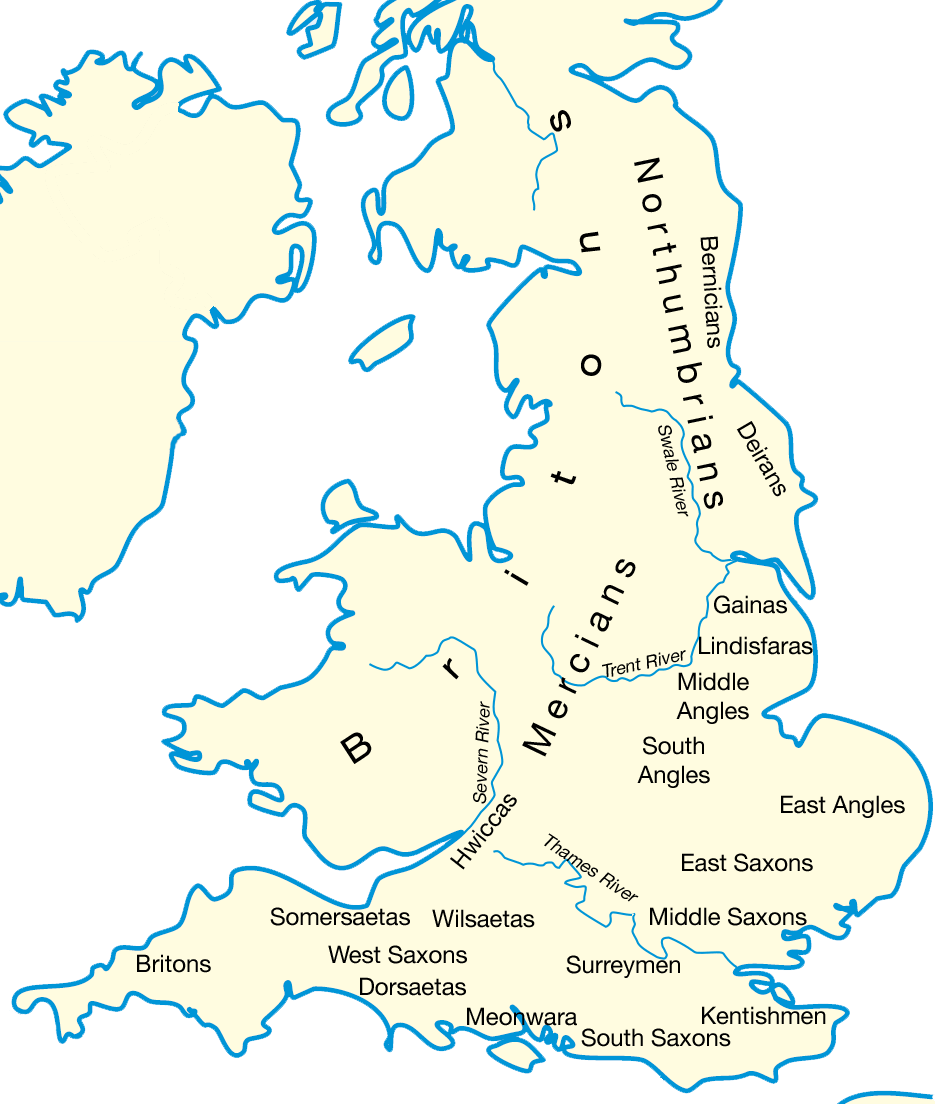
الممالك الأنجلو-ساكسونية في حدود العام 600م.

أشار العالم اليوناني المصري «بطليموس» إلى الجزيرة الأكبر في الأرخبيل باسم بريطانيا العظمى ((باليونانية: μεγάλη Βρεττανία) أو (باللاتينية: megale Brettania))، وإلى إيرلندا على أنها بريطانيا الصغيرة (: μικρὰ Βρεττανία)) (باللاتينية: mikra Brettania))، وذلك في عمله المسمى «المَجَسْطي» (بالإنجليزية: Almagest) (147-148 م).
إلا أنه في عمله اللاحق «الجغرافيا» (حوالي العام 150 م) أعطى الجزر أسماء Alwion وIwernia وMona (جزيرة مان)،
مما يشير إلى أن هذه ربما كانت أسماء الجزر الفردية، وأنها كانت غير معروفةٍ له وقت كتابة «المجسطي».
ويبدو أن اسم «ألبيون» قد توقف عن الاستخدام في وقتٍ ما بعد الاحتلال الروماني لبريطانيا، وبعد ذلك أصبحت بريطانيا اسم المكان الأكثر شيوعاً للجزيرة.
بعد الفترة الأنجلوساكسونية استُخدم الاسم «بريطانيا» كمصطلحٍ تاريخيٍّ فقط. يشير «جيفري أوف مونماوث» في كتابه التاريخي المنسوب له «هيستوريا ريغوم بريتانيا» (حوالي العام 1136 م) إلى جزيرة «بريطانيا الكبيرة» (بالإنجليزية: Great) باسم «بريتانيا الكبرى» (بالإنجليزية: major) (بمعنى «بريطانيا العظمى») (بالإنجليزية: Greater)، لتمييزها عن بريتانيا الصغرى (بالإنجليزية: minor) (بمعنى «بريطانيا الصغرى») (بالإنجليزية: Lesser)، وهي المنطقة القارية التي تقارب منطقة «بريتاني» الحالية (في فرنسا)، والتي استوطن فيها -في القرنين الخامس والسادس- مهاجرون بريطانيون سلتيك [الشعب الأصلي الذي قطن بريطانيا] قادمون من بريطانيا الكبرى.
جرى استخدام مصطلح بريطانيا العظمى رسمياً لأول مرةٍ في العام 1474 في الوثيقة التي وضعت لاقتراح الزواج بين سيسيلي ابنة إدوارد الرابع ملك إنجلترا، وجيمس ابن جيمس الثالث ملك اسكتلندا، والتي وصفتها بـ«هذه الجزيرة النبيلة المدعوة بريطانيا العظمى».
 وفي أثناء الترويج لمباراةٍ ملكيةٍ محتملةٍ في العام 1548 قال اللورد حامي سومرست إن الإنجليز والاسكتلنديين كانوا «مثل اثنين من الأخوة على جزيرةٍ واحدةٍ في بريطانيا العظمى مرةً أخرى». وفي العام 1604 نصّب جيمس السادس والأول نفسه «ملك بريطانيا العظمى وفرنسا وإيرلندا».

### الاستخدام الحديث لمصطلح بريطانيا العظمى

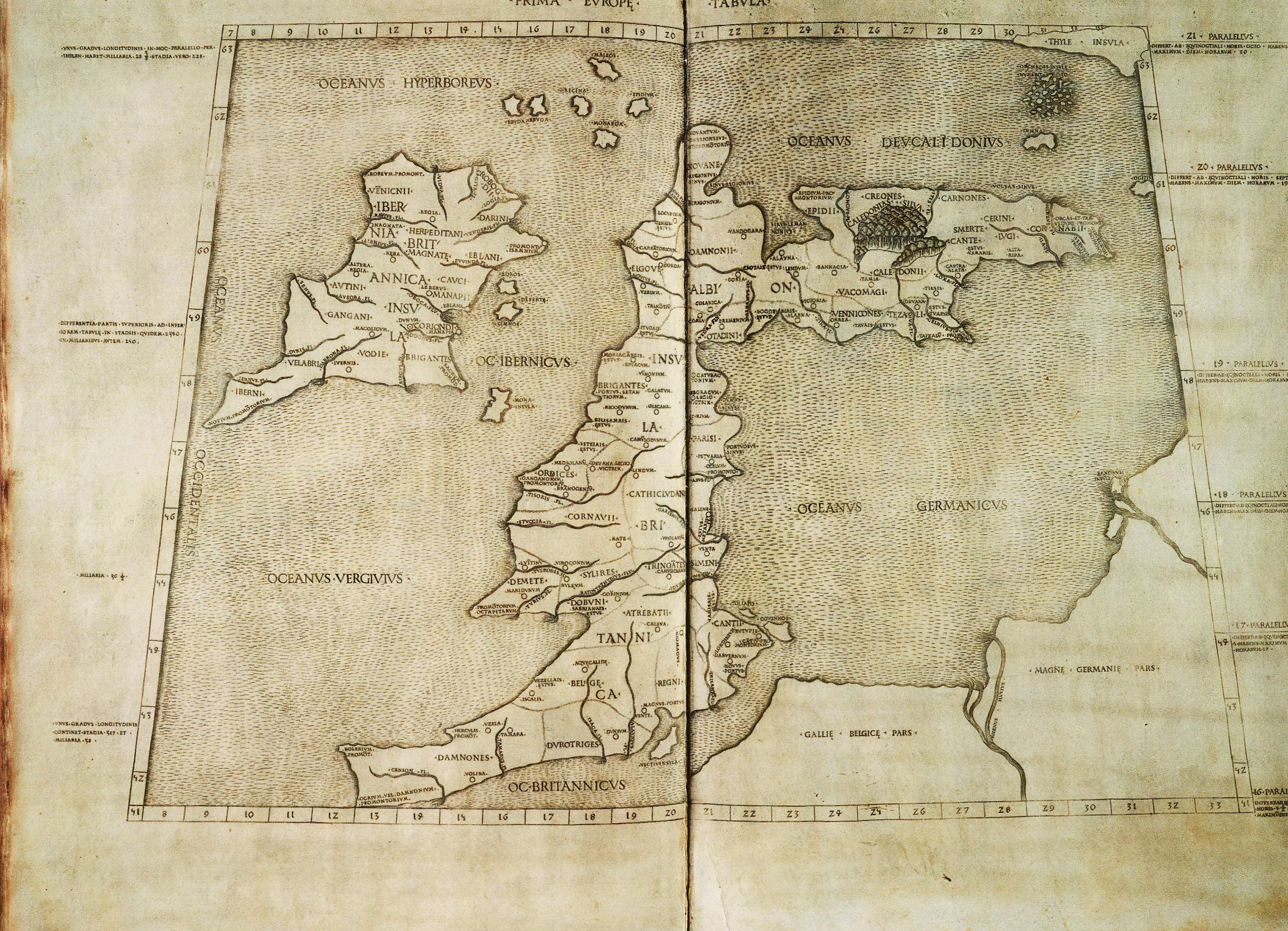
إعادة بناءٍ إيطاليةٍ في عام 1490 لخريطة بطليموس ذات الصلة التي جمعت بين خطوط الطرق والبعثات الساحلية خلال القرن الأول من الاحتلال الروماني. ومع ذلك هناك مَثلبتان كبيرتان، وهما إسقاط اسكتلندا شرقاً، ولم يُنظر إلى أيّ جزءٍ من إيرلندا على أنها واقعة على نفس خط عرض ويلز، والتي ربما نتجت من استخدام بطليموس قياسات بيثياس Pytheas لخط العرض. إن قضية ماإذا كان قد فعل ذلك أم لا هي محل نقاشٍ واسع.

يشير مصطلح «بريطانيا العظمى» جغرافياً إلى جزيرة بريطانيا الكبرى، أما سياسياً فقد يشير إلى إنجلترا بأكملها واسكتلندا وويلز، بما في ذلك الجزر البحرية الملحقة الأصغر حجماً. من الناحية الفنية من غير الصحيح استخدام المصطلح للإشارة إلى «المملكة المتحدة» بأكملها، والتي تشمل «إيرلندا الشمالية» أيضاً، على الرغم من أن قاموس أكسفورد الإنجليزي ينص على أن «... المصطلح يستخدم أيضاً بشكلٍ فضفاضٍ للإشارة إلى المملكة المتحدة».

وبالمثل فإن بريطانيا يمكن أن تشير إما إلى جميع الجزر في بريطانيا العظمى، وإما إلى أكبر جزيرةٍ، وإما إلى التجمع السياسي للدول. لا يوجد تمييز واضح حتى في الوثائق الحكومية، فقد استخدمتِ الكتب السنوية لحكومة المملكة المتحدة كلاً من بريطانيا، والمملكة المتحدة.
يجري استخدام GB وGBR بدلاً من المملكة المتحدة في بعض الرموز الدولية للإشارة إلى المملكة المتحدة، بما في ذلك الاتحاد البريدي العالمي، والفرق الرياضية الدولية، وحلف شمال الأطلسي، والمنظمة الدولية للتوحيد القياسي، ورموز الدول ISO 3166-2 وISO 3166-1 alpha-3، ورموز لوحة الترخيص الدولية، في حين إن بادئة تسجيل الطائرة هي G.
على الشابكة يعد uk. نطاق المستوى الأعلى لرمز الدولة الخاص بالمملكة المتحدة. جرى استخدام نطاق المستوى الأعلى gb. على نطاقٍ محدودٍ، ولكنه مهمل الآن، وعلى الرغم من أن التسجيلات الحالية لا تزال موجودةً (بشكلٍ رئيسيٍّ من قبل المنظمات الحكومية، وموفري البريد الإلكتروني)، فإن مسجل اسم المجال لن يأخذ تسجيلاتٍ جديدة.
في الألعاب الأولمبية يجري استخدام «فريق بريطانيا العظمى» (بالإنجليزية: Team GB) من قبل الجمعية الأولمبية البريطانية لتمثيل الفريق الأولمبي البريطاني. يدّعي المجلس الأولمبي الإيرلندي أنه يمثل جزيرة إيرلندا بأكملها، وقد يختار الرياضيون الإيرلنديون الشماليون التنافس مع أي فريق،
 ومعظمهم يختار تمثيل إيرلندا.

### التعريف السياسي

التمايز السياسي لبريطانيا العظمى (بالأخضر الداكن) – في أوروبا (بالأخضر والرمادي الداكن) – في المملكة المتحدة (بالأخضر)

تشير بريطانيا العظمى سياسياً إلى إنجلترا بأكملها، واسكتلندا، وويلز مجتمعةً، ولكن ليس إيرلندا الشمالية؛ وهي تشمل جزراً مثل جزيرة وايت، وأنجْلسي، وجزر سيلي، وهبريدس، ومجموعات جزر أوركني وشتلاند، والتي تعد جزءاً من إنجلترا أو ويلز أو اسكتلندا، ولا تشمل جزيرة مان وجزر القنال.
حدث الاتحاد السياسي الذي وحّدَ مملكتي إنجلترا واسكتلندا في عام 1707 بعدما صادقت قوانين الاتحاد على معاهدة الاتحاد لعام 1706، ودمجت برلماني البلدين، مما شكّل مملكة بريطانيا العظمى التي غطت الجزيرة بأكملها. أما قبل ذلك فكان هناك اتحاد التاجين بين البلدين منذ عام 1603 على عهد جيمس السادس ملك اسكتلندا الذي كان جيمس الأول ملك إنجلترا في الوقت عينه.

## التاريخ

### حقبة ما قبل التاريخ
لربما كانت بريطانيا العظمى مأهولةً لأول مرةٍ من قبل أولئك الذين عبروا الجسر البري من البر الرئيسي الأوروبي. عُثر على آثار أقدامٍ بشريةٍ منذ أكثر من ثمانمئة ألف عامٍ في نورفولك كما عُثر على آثارٍ لأوائل البشر (في Boxgrove Quarry، في مقاطعة ساسكس) منذ حوالي خمسمئة ألف عامٍ والإنسان الحديث منذ حوالي ثلاثين ألف عام. وكانت إلى ما يقرب من أربعة عشر ألف عامٍ مضت متصلةً بإيرلندا. مؤخراً -لثمانية آلاف عامٍ خلت- بقيت محتفظةً باتصالٍ أرضيٍّ مع القارة عبر منطقةٍ معظمها من المستنقعات المنخفضة ضمّتها مع ما يعرف الآن بالدنمارك وهولندا.
عثر في شيدر جورج -بالقرب من بريستول- على بقايا أنواع الحيوانات الأصلية في أوروبا القارية مثل الظباء، والدببة البنية، والخيول البرية إلى جانب هيكلٍ عظميٍّ بشريٍّ هو «رجل شيدر» يعود تاريخه إلى حوالي 7150 قبل الميلاد. أضحت بريطانيا العظمى جزيرةً في نهاية العصر الجليدي الأخير عندما ارتفعت مستويات سطح البحر بسبب اجتماع ذوبان الأنهار الجليدية (الجليديّات)، مع الارتداد التوازني اللاحق للقشرة [الأرضية]. يُعرف سكان بريطانيا العظمى في العصر الحديدي بالبريتون (بالإنجليزية: Britons)، وقد تحدثوا اللغات السلتية.

### الفترة الرومانية والعصور الوسطى

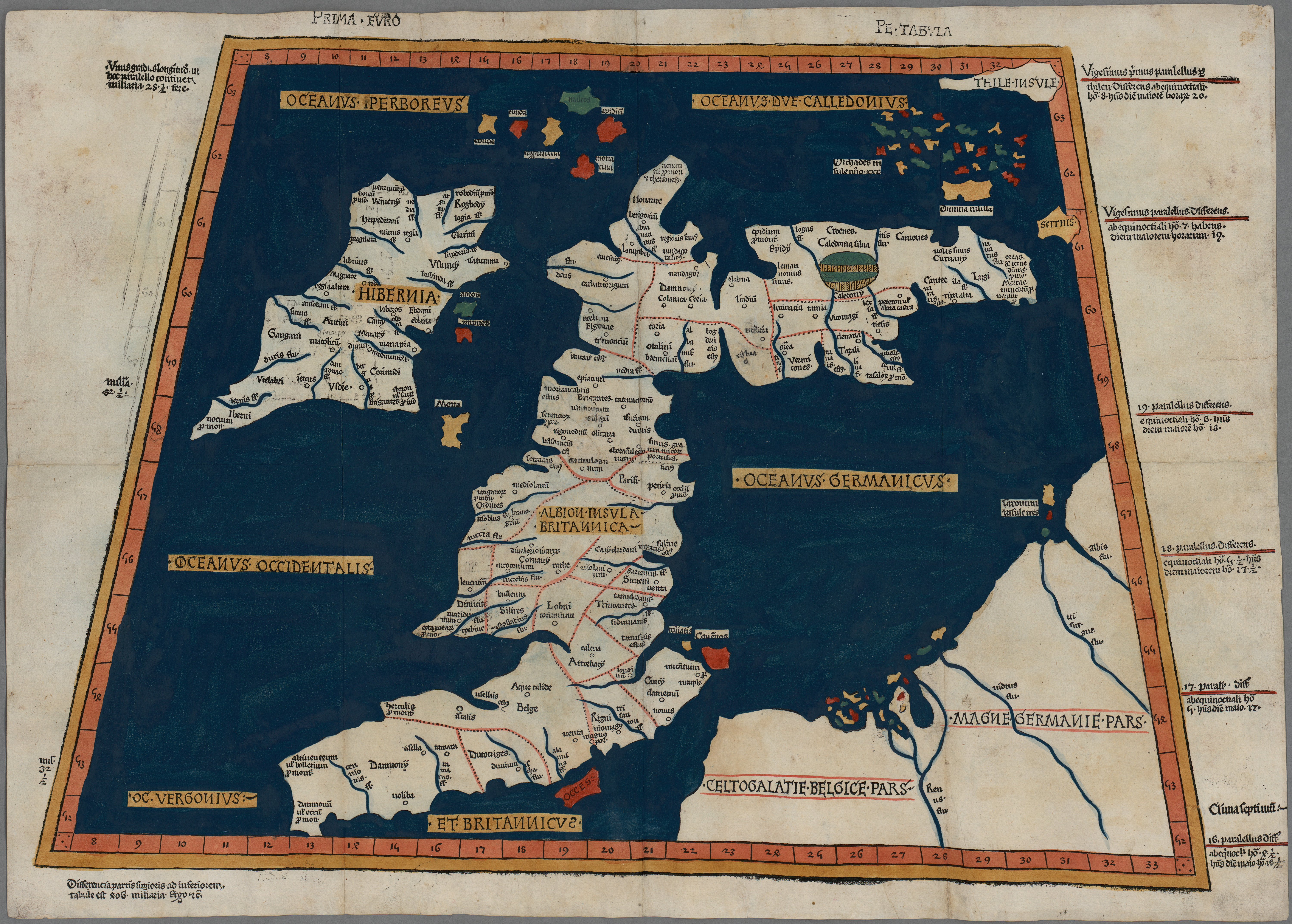
خريطة أوروبا الأولى. نسخة من خريطة بطليموس في القرن الثاني لبريطانيا الرومانية.

احتل الرومان معظم الجزيرة (حتى جدار هادريان في شمال إنجلترا)، وأصبحت هذه مقاطعة بريتانيا الرومانية القديمة. على مدار خمسمئة عامٍ بعد سقوط الإمبراطورية الرومانية جرى استيعاب أو تهجير البريطانيين في جنوب الجزيرة وشرقها من قبل القبائل الجرمانية الغازية (الملائكة، والساكسون، والجوت، والذين غالباً ما يشار إليهم جميعاً باسم الأنجلو ساكسون). في الوقت نفسه تقريباً غزت القبائل الغيلية من إيرلندا الشمال الغربي، واستوعبت كلاً من البيكتس والبريطانيين في شمال بريطانيا، وشكلت في النهاية مملكة اسكتلندا في القرن التاسع. جرى استيطان جنوب شرق اسكتلندا من قبل الملائكة وشكلت حتى عام 1018 م جزءاً من مملكة نورثمبريا. في النهاية جرت الإشارة إلى سكان جنوب شرق بريطانيا باسم الشعب الإنجليزي، وقد دعي بهذا بعد اسم الملائكة.

علم ويلز.

أشار المتحدثون الجرمان إلى البريتون على أنهم ويلزيون، وطُبّق هذا المصطلح حصرياً على سكان ما يُعرف الآن بويلز، ولكنه بقي أيضاً في أسماءٍ مثل «والاس» (بالإنجليزية: Wallace)، وفي المقطع الثاني من «كورنوول» (بالإنجليزية: Cornwall). إن "Cymry" -وهو اسم اعتاد البريتون استخدامه لوصف أنفسهم- محصور بشكلٍ مماثلٍ في ويلز الحديثة للأشخاص من ويلز، ولكنه موجود أيضاً في اللغة الإنجليزية في اسم مكان «كمبريا». لم يجرِ استيعاب البريتون الذين يعيشون في المناطق المعروفة الآن باسم ويلز وكمبريا وكورنوول من قبل القبائل الجرمانية، وهي حقيقة انعكست في بقاء اللغات السلتية في هذه المناطق حتى الفترات الأحداث. هاجر العديد من البريتون وقت الغزو الجرماني لجنوب بريطانيا إلى المنطقة المعروفة الآن باسم «بريتاني» حيث لا يزال يجري التحدث بالبريتونية وهي لغة سلتية [نسبةً إلى السلتيك الشعب الذي استوطن إنجلترا قبل الغزوات الأنجلوساكسونية] مرتبطة ارتباطاً وثيقاً بالويلزية والكورنيش وتنحدر من لغة المهاجرين. أدت -في القرن التاسع- سلسلة من الهجمات الدنماركية على ممالك شمال إنجلترا إلى خضوعها لسيطرة الدنمارك (منطقة تُعرف باسم Danelaw). ومع ذلك ففي القرن العاشر جرى توحيد جميع الممالك الإنجليزية تحت ظل حاكمٍ واحدٍ كمملكة إنجلترا عندما خضعت «نورثمبريا» آخر مملكةٍ مكونةٍ لإدغار في عام 959 م. غزا النورمان إنجلترا في عام 1066، وهم الذين قدموا إدارةً نورماندية اللغةِ، والتي تم استيعابها في نهاية المطاف. أضحت ويلز تحت سيطرة الأنجلو نورمان في عام 1282، وانتهت بضمها رسمياً إلى إنجلترا في القرن السادس عشر.

### الفترة الحديثة المبكرة

علم إنجلترا.

علم اسكتلندا.

في 20 أكتوبر/تشرين الأول 1604 أعلن الملك جيمس -الذي جلس بشكلٍ منفصلٍ على كلا عرشي إنجلترا واسكتلندا- نفسه «ملك بريطانيا العظمى وفرنسا وإيرلندا»، وعندما توفي عام 1625 -وكان مجلس الملكة الخاص في إنجلترا يصوغ إعلان الملك الجديد «تشارلز الأول»- نجح توماس إرسكين إيرل كيلي الأول -وهو ندٌّ اسكتلندي- في الإصرار على استخدام عبارة «ملك بريطانيا العظمى» الذي كان يفضله جيمس بدلاً من ملك اسكتلندا وإنجلترا (أو العكس). وبينما جرى استخدام هذا اللقب أيضاً من قبل بعض خلفاء جيمس بقيت إنجلترا واسكتلندا دولتين منفصلتين قانونياً، ولكل منهما برلمانها الخاص حتى عام 1707 عندما أقر كل برلمانٍ قانون الاتحاد للتصديق على معاهدة الاتحاد التي تم الاتفاق عليها السنة السابقة. أدى هذا إلى إنشاء مملكةٍ واحدةٍ مع برلمانٍ واحدٍ ذي نفوذٍ اعتباراً من 1 مايو/أيار 1707. حددت معاهدة الاتحاد اسم الدولة الجديدة المكوّنة من جميع الجزر باسم «بريطانيا العظمى»، في حين وصفتها بـ«مملكة واحدة» و«المملكة المتحدة». لذلك يرى معظم المؤرخين أن الدولة المكونة من جميع الجزر والتي كانت موجودةً بين عامي 1707 و1800 هي إما «بريطانيا العظمى» وإما «مملكة بريطانيا العظمى».

## الجغرافيا

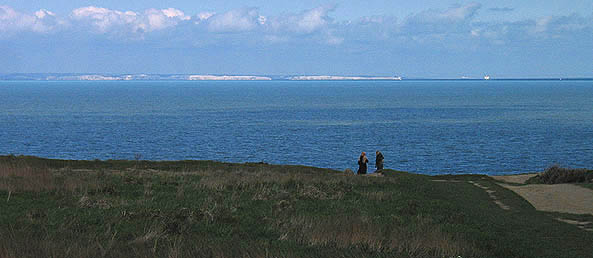
منظر للساحل البريطاني من كاب غريس نيز في شمال فرنسا

تقع بريطانيا العظمى على الجرف القاري الأوروبي، وهي جزءٌ من الصفيحة الأوروبية الآسيوية قبالة الساحل الشمالي الغربي لأوروبا القارية، ويفصلها عن هذا البر الرئيسي الأوروبي بحر الشمال والقناة الإنجليزية التي تضيق إلى أربعةٍ وثلاثين كيلومتراً (واحدٍ وعشرين ميلاً) عند مضيق دوفر. وهي تمتد على حوالي عشر درجات من خط العرض على محورها الشمالي-الجنوبي الأطول وتغطي 209,331 كم2 (أو 80,823 ميل مربع) ماعدا الجزر المحيطة الأصغر بكثير. تفصل القناة الشمالية والبحر الإيرلندي وقناة سانت جورج وبحر سلتيك الجزيرة عن جزيرة إيرلندا إلى غربيّها. جرى ضم الجزيرة منذ عام 1993 عبر إنشاءٍ واحدٍ إلى القارة الأوروبية هو نفق القناة، وهو أطول نفقٍ للسكك الحديدية تحت البحر في العالم. تتميز الجزيرة بريفٍ منخفضٍ متموجٍ في الشرق والجنوب، بينما تسود التلال والجبال في المناطق الغربية والشمالية. وهي محاطة بأكثر من 1000 جزيرة وجزيرة صغيرة، وأكبر مسافةٍ بين نقطتين هي 968 كم (601.5 ميل) (ما بين "Land's End" في كورنوول، و«جونز أوجروتس» في كايثنس (بالإنجليزية: Caithness))، 838 ميلاً (1.349 كم) عن طريق البر.
يُعتقد أن القناة الإنجليزية قد نشأت ما بين 450,000 و180,000 عامٍ بسبب الفيضانين الكارثيين لبحيرةٍ جليديةٍ ناجمةٍ عن اختراق "Weald-Artois Anticline"، وهي سلسلة من التلال أعاقت بحيرةً جليديةً كبيرةً مغمورةً الآن تحت بحر الشمال. منذ حوالي عشرة آلاف عامٍ أثناء التجلد الديفينسي (بالإنجليزية: Devensian) الذي صاحبه انخفاض مستوى سطح البحر لم تك بريطانيا العظمى جزيرةً، بل كانت منطقةً مرتفعةً في شمال غرب أوروبا القارية تقع جزئياً تحت الغطاء الجليدي الأوراسي. كان مستوى سطح البحر أدنى بحوالي مئةٍ وعشرين متراً (390 قدماً) مما هو عليه اليوم، وكان قاع بحر الشمال جافاً وعمل كجسرٍ بريٍّ -يُعرف الآن باسم «دوجرلاند»- إلى القارة. يُعتقد على العموم أنه مع ارتفاع سويّات سطح البحر تدريجياً بعد نهاية الفترة الجليدية الأخيرة من العصر الجليدي الحالي أعاد «دوجرلاند» الفيضانات مما أدى إلى قطع شبه الجزيرة البريطانية عن البر الرئيسي الأوروبي حوالي عام 6500 قبل الميلاد.

### الجيولوجيا
خضعت بريطانيا العظمى لمجموعةٍ متنوعةٍ من العمليات التكتونية لصفائح القشرة الأرضية على مدى فترةٍ متطاولةٍ جداً من الزمن. كان تغيير خطوط العرض ومستويات سطح البحر من العوامل المهمة المؤثرة في طبيعة التسلسلات الرسوبية، في حين أثرت الاصطدامات القارية المتتالية على هيكلها الجيولوجي مع تشكيل صدعٍ كبيرٍ، وطيّةٍ جيولوجيّةٍ كإرثٍ متخلفٍ عن كل تكوين (حقبة تشكيل الجبال)، وهذا غالباً ما ارتبط بالنشاط البركاني وتحول تسلسل الصخور الموجودة. نتيجةً لهذا التاريخ الجيولوجي الحافل بالأحداث تُبدي الجزيرة مجموعةً متنوعةً غنيةً من المناظر الطبيعية.
أقدم الصخور في بريطانيا العظمى هي صخور الجنيس اللويسية (بالإنجليزية: Lewisian gneisses)، وهي صخور متحولة وُجدت في أقصى الشمال الغربي من الجزيرة وفي هبريدس (مع عددٍ قليلٍ من النتوءات الصغيرة في أماكنَ أخرى)، والتي يعود تاريخها إلى ما لا يقل عن 2700 بليون سنة. إلى الجنوب من هذه الصخور يوجد مزيج معقد من الصخور التي تشكل المرتفعات الشمالية الغربية ومرتفعات جرامبيان في اسكتلندا. إنها في الأساس بقايا صخورٍ رسوبيةٍ مطويّةٍ ترسبت ما بين 1000 و670 بليون سنةٍ فوق صخور الجنيس على ما كان آنذاك قاع محيط إيابيتوس.
في العصر الحالي يرتفع شمال الجزيرة نتيجة رفع وزن الجليد الديفينسي. وبالموازنة يغرق الجنوب والشرق بما يُقدر عموماً بـ 1 مم (0.5 بوصة) سنوياً، مع الإشارة إلى أن غرق منطقة لندن يقدر بضعفي هذا المعدل، وذلك جزئياً بسبب استمرار ضغط الرواسب الطينية الأخيرة.

### الحيوانات

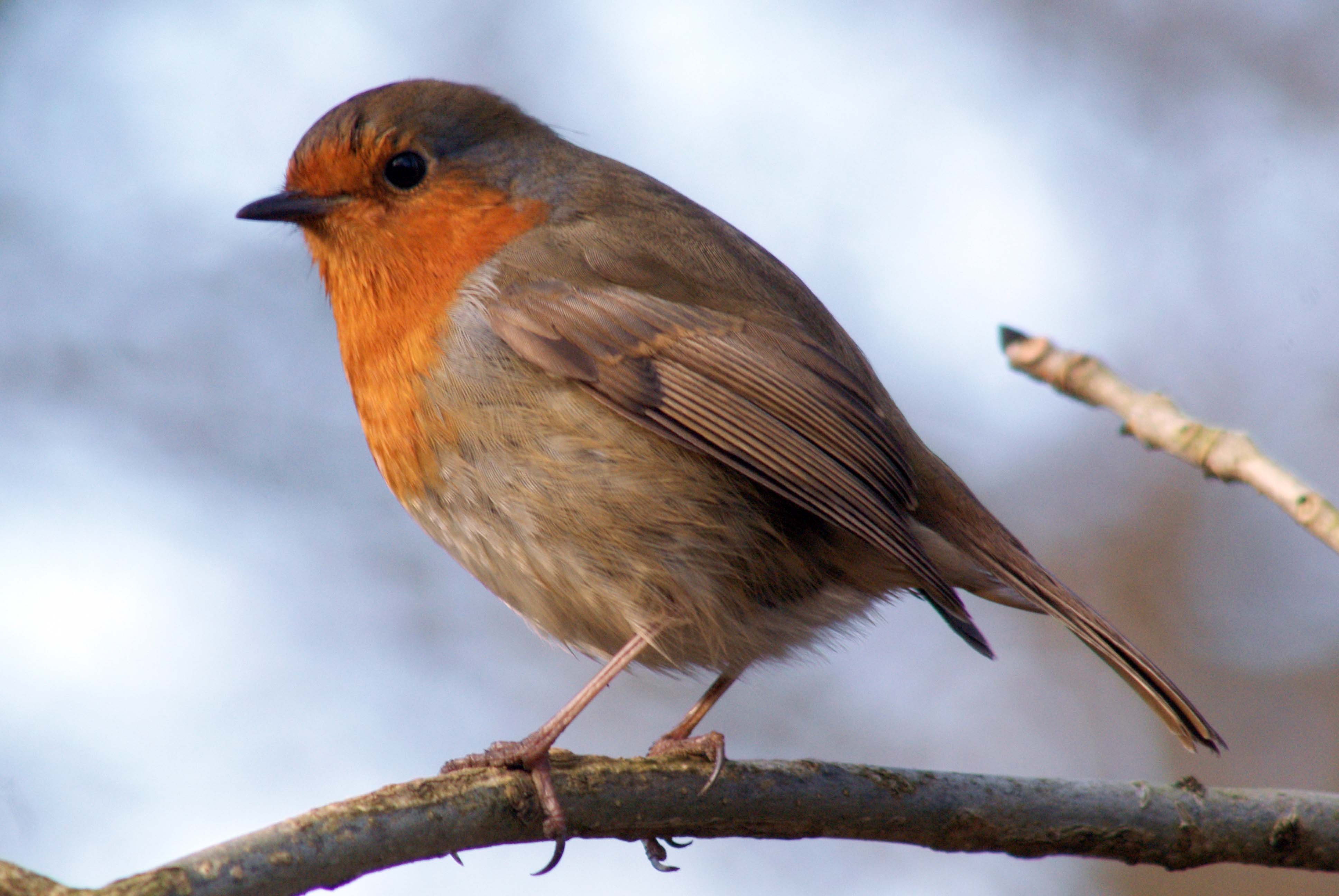
يُعرف الروبن الأوروبي عموماً باسم "طائر بريطانيا المفضل".

التنوع الحيواني متواضع نتيجةً لعواملَ عدةٍ تشمل مساحة اليابسة الصغيرة للجزيرة، والعمر الحديث نسبياً للموائل [جمع موئل] التي نشأت منذ آخر فترةٍ جليديةٍ، وانفصال الجزيرة المادي عن أوروبا القارية، وتأثيرات التقلبات الموسمية. شهدت بريطانيا العظمى أيضاً التصنيع المبكر وتخضع للتحضر المستمر، والذي ساهم في الخسارة الإجمالية للأنواع [الحيوانية]. أشارت دراسة وزارة البيئة والغذاء والشؤون الريفية (DEFRA) من عام 2006 إلى أنه ثمة مئة نوعٍ انقرض في المملكة المتحدة خلال القرن العشرين، أي حوالي مئة ضعف معدل الانقراض الأساس. ومع ذلك فإن بعض الأنواع مثل الجرذ البني، والثعلب الأحمر، والسنجاب الرمادي الذي جرى إدخاله تتكيف جيداً مع المناطق الحضرية.
تشكل القوارض أربعين بالمئة من أنواع الثدييات. وتشمل هذه السناجب والفئران والجرذان والقندس الأوروبي الذي أعيد إدخاله مؤخرًا. ثمة أيضاً وفرة من الأرانب الأوروبية والأرنب الأوروبي والزبابة والشامة الأوروبية والعديد من أنواع الخفافيش. تشمل الثدييات آكلة اللحوم الثعلب الأحمر، والغرير الأوراسي، وثعلب الماء الأوراسي، وابن عرس، والقاقم، والقط الإسكتلندي البري المراوغ. عثر على أنواعٍ مختلفةٍ من الفقمة والحيتان والدلافين على الشواطئ والسواحل البريطانية أو حولها. أكبر الحيوانات البرية اليوم هي الغزلان. والغزال الأحمر أكبر الأنواع، مع ظهور غزال اليحمور والغزلان البور، وهذا الأخير جرى إدخاله من قبل النورمانديين.
 جرى إدخال أيل سيكا ونوعين آخرين أصغر من الغزلان؛ المنتجاك (بالإنجليزية: muntjac) والغزال المائي الصيني، وانتشر «المنتجاك» في إنجلترا وأجزاءٍ من ويلز بينما اقتصر غزال الماء الصيني بشكل أساسي على مقاطعة «إيست أنجليا». أثر فقدان الموائل على العديد من الأنواع. وتشمل الثدييات الكبيرة المنقرضة الدب البني والذئب الرمادي والخنزير البري، على أن هذا الأخير لديه إعادة إدخال محدودة في الآونة الأخيرة.
هناك ثروة من حياة الطيور، فقد تم تسجيل 619 نوعاً، منها 258 نوعاً تتكاثر في الجزيرة أو تبقى خلال فصل الشتاء. بسبب فصول الشتاء المعتدلة بالنسبة إلى خطوط العرض تستضيف بريطانيا العظمى أعداداً مهمةً من العديد من الأنواع الشتوية، وخاصة الخواضين والبط والإوز والبجع. تشمل أنواع الطيور الأخرى المعروفة النسر الذهبي، ومالك الحزين الرمادي، والرفراف الشائع، والحمام الخشبي الشائع، وعصفور المنزل، وروبن الأوروبي، والحجل الرمادي، وأنواعاً مختلفةً من الغراب، والعصفور، والنورس، والأوك، والطيهوج، والبومة، والصقر. هناك ستة أنواعٍ من الزواحف في الجزيرة. ثلاثة من الثعابين وثلاث من السحالي بما في ذلك الدودة البطيئة بلا أرجل. أحد الثعابين -وهو الأفعى- سامٌّ، ولكنه نادراً ما يكون مميتاً. والبرمائيات الموجودة هي الضفادع والنيوت. ثمة أيضاً العديد من الأنواع التي تم إدخالها من الزواحف والبرمائيات.

### النباتات

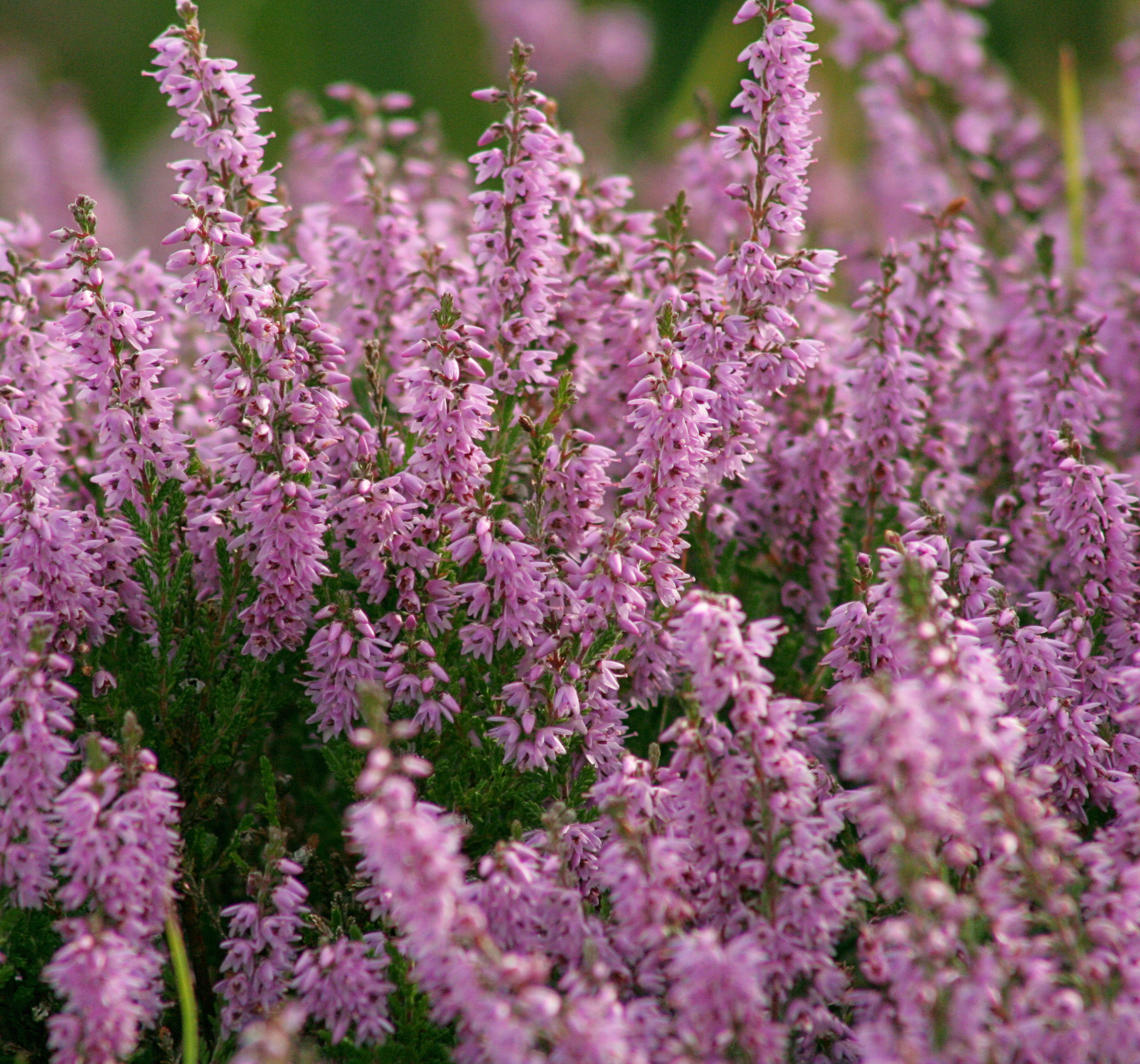
نبات الهيذر Heather ينمو برياً في المرتفعات في "دورنوش" Dornoch.

بمعنىً مماثلٍ للحيوانات، ولأسبابٍ مماثلةٍ تتكون النباتات من عددٍ أقل من الأنواع مقارنةً بأوروبا القارية الأكبر بكثير. تتكون النباتات من 3354 نوعاً من النباتات الوعائية، منها 2297 نوعاً أصلياً و1057 نوعاً جرى إدخالها. في الجزيرة مجموعة متنوعة من الأشجار، بما في ذلك الأنواع المحلية من البتولا والزان والرماد والزعرور والدردار والبلوط والطقس والصنوبر والكرز والتفاح. تم تجنيس الأشجار الأخرى خاصةً من أجزاءٍ أخرى من أوروبا (لاسيما النرويج) وأمريكا الشمالية. تشتمل الأشجار التي جرى إدخالها على عدة أنواع من الصنوبر، والكستناء، والقيقب، والتنوب، والجمّيز، والتنوب، وكذلك أشجار البرقوق (الخوخ) والكمثرى (الإجاص). أطول الأنواع هي تنوب دوغلاس، حيث تم تسجيل عينتين بقياس 65 متراً أو 212 قدماً. تعد شجرة "Fortingall Yew" في بيرثشاير أقدم شجرةٍ في أوروبا.
ثمة ما لا يقل عن 1500 نوعٍ مختلفٍ من الزهور البرية. منها حوالي 107 نوعٍ نادرٍ أو معرضٍ للخطر بشكلٍ خاصٍّ وهي محمية بموجب قانون الحياة البرية والريف لعام 1981. من غير القانوني اقتلاع أي زهورٍ بريةٍ دون إذن مالك الأرض.
 رشح تصويت في عام 2002 العديد من الزهور البرية لتمثيل مقاطعاتٍ محددة. وتشمل هذه النباتات الخشخاش الأحمر، والأزرق، والإقحوانات، وأزهار النرجس البري، وإكليل الجبل، والجورد، والسوسن، واللبلاب، والنعناع، والأوركيد، والعليق، والأشواك، والحوذان، وزهرة الربيع، والزعتر، والزنبق، والبنفسج، وزهرة البقر، والخلنج وغيرها الكثير.

 هناك أيضاً العديد من أنواع الطحالب عبر الجزيرة.

### الفطريات
ثمة العديد من أنواع الفطريات بما في ذلك الأنواع المكونة للأشنة، والفطريات الفطرية أقل شهرة مما هي عليه في أجزاء أخرى من العالم. أحدث قائمة مرجعية لـ Basidiomycota (الفطريات المقوسة، وفطريات الهلام، والفطر، والضفادع، وكرات النفث، والصدأ، والصدأ) -المنشورة في عام 2005- تقبل أكثر من ستمئةٍ وثلاثة آلاف نوع. أحدث قائمةٍ مرجعيةٍ لـ Ascomycota (فطريات الكأس وحلفائها بما في ذلك معظم الفطريات المكونة للأشنة) -المنشورة في عام 1985- تقبل مئةً وخمسة آلاف نوعٍ آخر. لم تتضمن هاتان القائمتان الفطريات الكونيدية (الفطريات التي في الغالب مع قرابةٍ في Ascomycota ولكنها معروفة فقط في حالتها اللاجنسية)، أو أيٍّ من المجموعات الفطرية الرئيسية الأخرى (Chytridiomycota وGlomeromycota وZygomycota). من المحتمل جداً أن يتجاوز عدد الأنواع الفطرية المعروفة 10,000 نوع. هناك اتفاق واسع النطاق بين علماء الفطريات على أنه ثمة العديد الذي يُنتظر اكتشافه.

## التركيبة السكانية

### المستوطنات
لندن هي عاصمة إنجلترا والمملكة المتحدة بأجمعها. ومقر حكومة المملكة المتحدة. وإدنبرة وكارديف هي عاصمتا اسكتلندا وويلز على التوالي، وتضمان حكومتيهما المفوضتين.

#### أكبر المناطق الحضرية
| ترتيب | المدبنة / المنطقة                                              | المساحة المبنية                                          | السكان (تعداد 2011) | المساحة (كم2) | الكثافة السكانية (فرد/كم2) |
| ----- | -------------------------------------------------------------- | -------------------------------------------------------- | ------------------- | ------------- | -------------------------- |
| 1     | لندن                                                           | منطقة لندن الحضرية الكبرى أو لندن الكبرى                 | 9,787,426           | 1,737.9       | 5,630                      |
| 2     | مانشستر – سالفورد                                              | منطقة مانشستر الحضرية الكبرى أو مانشستر الكبرى           | 2,553,379           | 630.3         | 4,051                      |
| 3     | بيرمنغهام – ولفرهامبتون                                        | منطقة غرب الوسط الحضرية (بالإنجليزية: West Midlands)     | 2,440,986           | 598.9         | 4,076                      |
| 4     | ليدز – برادفورد                                                | منطقة غرب يوركشاير الحضرية (بالإنجليزية: West Yorkshire) | 1,777,934           | 487.8         | 3,645                      |
| 5     | غلاسكو                                                         | غلاسكو الكبرى                                            | 1,209,143           | 368.5         | 3,390                      |
| 6     | ليفربول                                                        | منطقة ليفربول الحضرية                                    | 864,122             | 199.6         | 4,329                      |
| 7     | ساوثمبتون – بورتسماوث                                          | جنوب هامبشاير                                            | 855,569             | 192.0         | 4,455                      |
| 8     | نيوكاسل مع تين (بالإنجليزية: Tyne)–"ساندرلاند"، و"تين"، و"وير" | تينسايد                                                  | 774,891             | 180.5         | 4,292                      |
| 9     | نوتنغهام                                                       | منطقة نوتنغهام الحضرية                                   | 729,977             | 176.4         | 4,139                      |
| 10    | شيفيلد                                                         | منطقة شيفيلد الحضرية                                     | 685,368             | 167.5         | 4,092                      |

### اللغة
في أواخر العصر البرونزي كانت بريطانيا جزءاً من ثقافةٍ تسمى العصر البرونزي الأطلسي التي جمعتها معاً التجارة البحرية، والتي شملت أيضاً إيرلندا وفرنسا وإسبانيا والبرتغال. على النقيض من وجهة النظر المقبولة عموماً التي تقول إن «السلتيك» في الأصل نشؤوا في سياق ثقافة هالستات- اقترح «جون تي كوخ» وآخرون -منذ عام 2009- أنه يجب البحث عن أصول اللغات السلتية في العصر البرونزي في أوروبا الغربية، وخاصةً شبه الجزيرة الإيبيرية.

 فشل اقتراح كوخ وزملائه في الحصول على قبولٍ واسعٍ بين الخبراء في اللغات السلتية.
تعتبر جميع اللغات البريتونية الحديثة («البريتون»، و«الكورنيش»، و«الويلش») مشتقةً من لغةٍ سلفٍ مشتركةٍ تسمى بريتونية، أو بريطانية، أو بريثونية مشتركة، أو بريثونية قديمة، أو بروتو بريثونية، والتي يعتقد أنها تطورت من بروتو سلتيك أو السلتيك الجزيرية المبكرة (بالإنجليزية: Insular Celtic) بحلول القرن السادس الميلادي. وربما جرى التحدث باللغات البريثونية قبل الغزو الروماني -على الأقل في غالبية بريطانيا العظمى جنوب نهري فورث وكلايد- على الرغم من أن جزيرة مان أضحى لها فيما بعد لغة جودية (بالإنجليزية: Goidelic)، وهي ال«مانكس» (بالإنجليزية: Manx). تحدث شمال اسكتلندا بشكلٍ رئيسيٍّ لغة بريتنيك -والتي أصبحت لغة بيكتيش- والتي ربما كانت لغةً بريثونية. خلال فترة الاحتلال الروماني لجنوب بريطانيا (من 43 ق.م إلى 410 م) اقترضت طائفة البريثونية العامة مخزونًا كبيرًا من الكلمات اللاتينية. وما يقرب من ثمانمئةٍ من هذه الكلمات المستعارة اللاتينية نجت في اللغات البريثونية الثلاث الحديثة. واسم الشكل اللاتيني هو Romano-British للغة المستخدمة من قبل المؤلفين الرومان.
يجري التحدث باللغة الإنجليزية البريطانية في الوقت الحاضر عبر الجزيرة، وهي التي طُوّرت من اللغة الإنجليزية القديمة التي جلبها المستوطنون الأنجلو ساكسون إلى الجزيرة منذ منتصف القرن الخامس. يتحدث حوالي مليون ونصف المليون شخص الاسكتلندية التي كانت لغةً أصليةً في اسكتلندا، وأصبحت أقرب إلى اللغة الإنجليزية على مر القرون.
 ما يقدر بنحو سبعمئة ألف شخصٍ يتحدثون الويلزية [أو ال«ويلش»] وهي لغة رسمية في ويلز. وفي أجزاءٍ من شمال غربي اسكتلندا لا تزال اللغة الغيلية الاسكتلندية منتشرةً على نطاقٍ واسع. ثمة العديد من اللهجات الإقليمية للغة الإنجليزية، والعديد من اللغات التي يتحدث بها بعض السكان المهاجرين.

### الدين

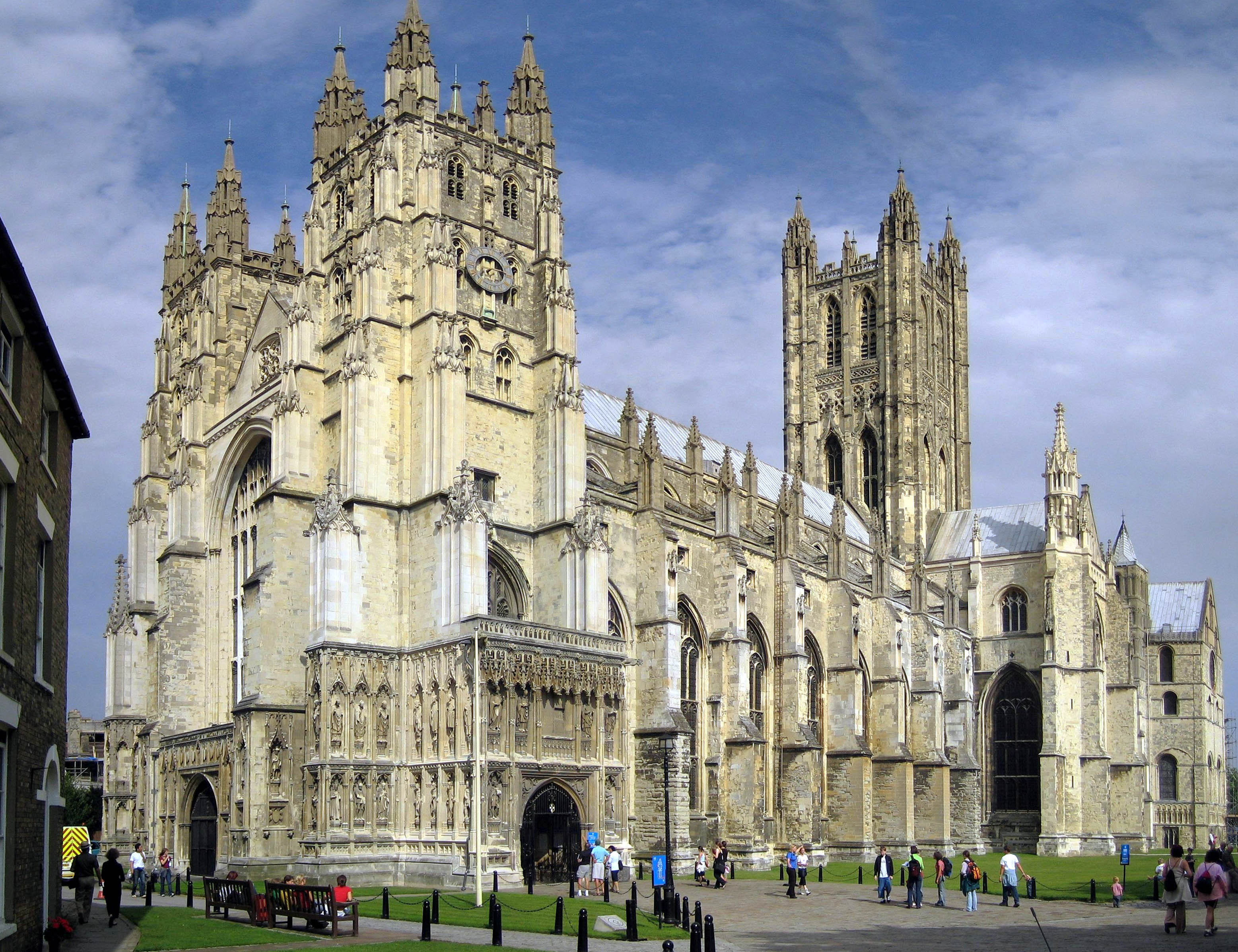
كاتدرائية كانتربري مقر كنيسة إنجلترا - السائدة الأكبر في الجزيرة.

كانت المسيحية أكبر ديانةٍ من حيث عدد الأتباع منذ أوائل العصور الوسطى؛ فقد تم تقديمها في عهد الرومان القدماء، وتطورت لتصبح مسيحية السلتيك. ووفقاً للمأثورات وصلتِ المسيحية في القرن الأول أو الثاني. الشكل الأكثر شيوعاً من المسيحية هو «الأنجليكانية» (المعروفة باسم «الأسقفية» (بالإنجليزية: Episcopalism) في اسكتلندا). ويعود تاريخها إلى «حركة الإصلاح» في القرن السادس عشر الميلادي، وتعتبر نفسها كاثوليكيةً وإصلاحيةً، ورأس الكنيسة هو ملك المملكة المتحدة بصفته الحاكم الأعلى، وهي تتمتع بمكانة الكنيسة الراسخة في إنجلترا. يوجد اليوم ما يزيد قليلاً عن ستةٍ وعشرين مليوناً من أتباع الأنجليكانية في بريطانيا، على الرغم من أن حوالي المليون منهم فقط يحضرون القداس بانتظام. ثانية أكبر ممارسةٍ مسيحيةٍ هي الطقوس اللاتينية للكنيسة الكاثوليكية الرومانية، والتي يعود تاريخها إلى القرن السادس الميلادي مع مهمة أوغسطين وكانتِ الديانةَ الرئيسيةَ لنحو ألف عام. يوجد اليوم أكثر من خمسة ملايين معتنقٍ؛ أربعة ملايين ونصف المليون في إنجلترا وويلز، وخمسون وسبعمئة ألفٍ في اسكتلندا، على الرغم من أن أقل من مليون كاثوليكيٍّ يحضرون القداس بانتظام.

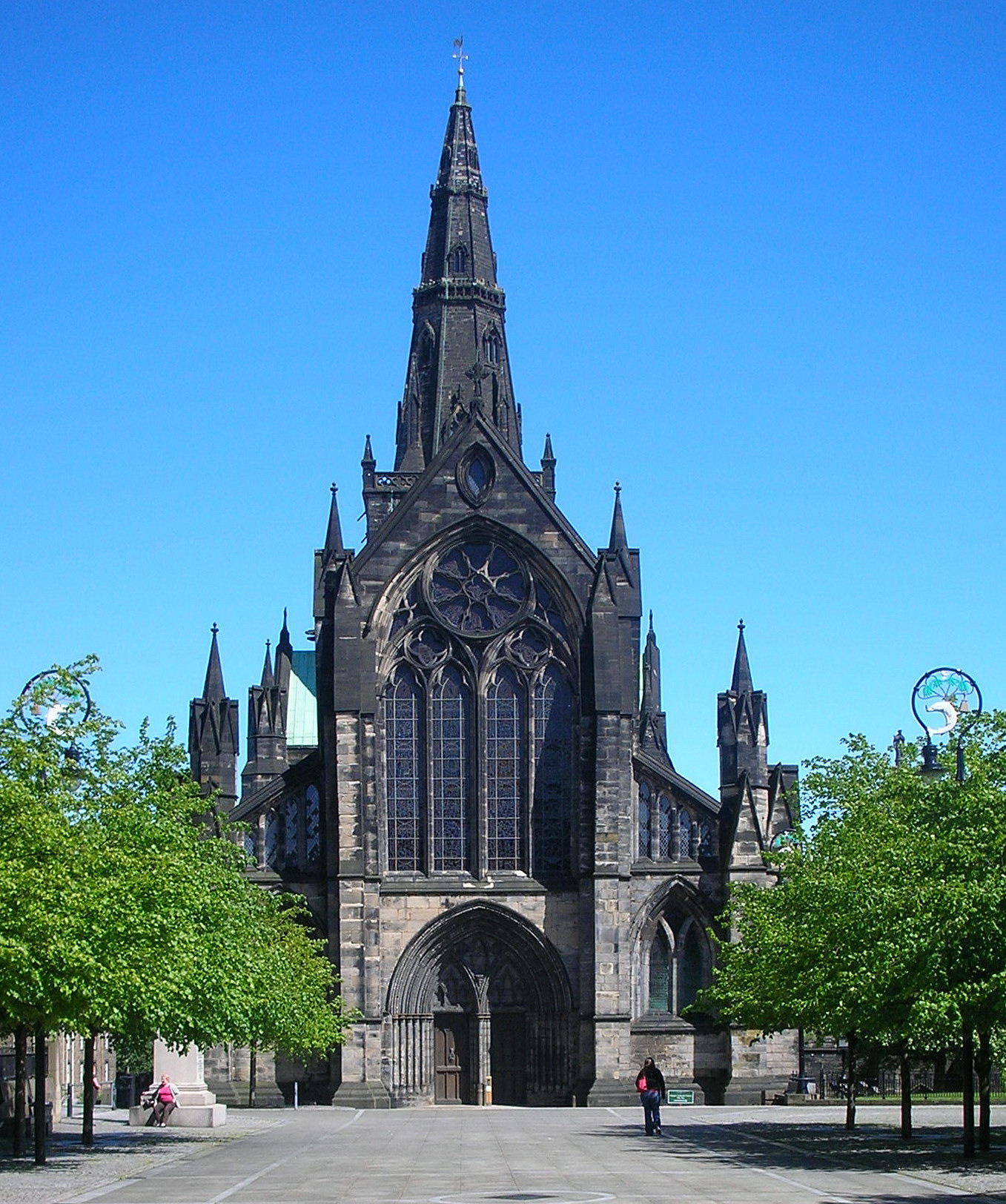
كاتدرائية غلاسكو؛ مكان اجتماع كنيسة اسكتلندا.

تعد كنيسة اسكتلندا -وهي شكل من أشكال البروتستانتية ذو نظام حكمٍ كنسيٍّ مشيخيٍّ- ثالثَ أكبر عددٍ [من حيث الأتباع] في الجزيرة حيث يبلغ عدد أعضائها حوالي 2.1 مليون عضو. قٌدّمت في اسكتلندا من قبل رجل الدين «جون نوكس»، وهي تتمتع بوضع الكنيسة الوطنية في اسكتلندا. يمثل ملك المملكة المتحدة اللورد المفوض السامي. «المنهجية» هي رابع أكبر كنيسةٍ وقد نشأت من الأنجليكانية من خلال «جون ويسلي». واكتسبت شهرةً في مدن المطاحن القديمة في «لانكشاير» و«يوركشاير»، وكذلك بين عمال مناجم القصدير في كورنوال. والكنيسة المشيخية في ويلز -والتي تتبع المنهجية الكالفينية- هي أكبر طائفةٍ في ويلز. ثمة أقليات أخرى غير ملتزمةٍ مثل المعمدانيين، والكويكرز، والكنيسة الإصلاحية المتحدة (اتحاد المصلين والمشيخيين الإنجليز)، والموحدين.
 كان القديس «ألبان» أول شفيعٍ لبريطانيا العظمى، وهو أول شهيدٍ مسيحيٍّ [بريطاني]، ويرجع تاريخه إلى العصر الروماني البريطاني، وقد حُكم عليه بالإعدام بسبب إيمانه وضُحّيَ به للآلهة الوثنية. اقترح بعضهم -في الآونة الأخيرة- تبني القديس «أيدان» كقديسٍ آخرَ لبريطانيا. وهو من إيرلندا، وعمل في إيونا بين دال رياتا وثم ليندسفارن حيث أعاد توطين المسيحية في نورثمبريا.
للبلدان الثلاثة المكونة للمملكة المتحدة شفيعان قديسان؛ «سانت جورج» و«سانت أندرو» ممثلان في علمي إنجلترا واسكتلندا على التوالي. جرى دمج هذين العلمين لتشكيل أساس العلم الملكي لبريطانيا العظمى لعام 1604. و«القديس ديفيد» هو شفيع ويلز.
 وثمة العديد من القديسين البريطانيين الآخرين. من أشهر هؤلاء كوثبرت، وكولومبا، وباتريك، ومارجريت، وإدوارد المعترف، ومونجو، وتوماس مور، وبتروك، وبيدي، وتوماس بيكيت.
تُمارَس العديد من الديانات الأخرى. سجل تعداد 2011 أن للإسلام حوالي 2.7 مليون معتنقٍ (باستثناء اسكتلندا بحوالي 76,000). وأكثر من 1.4 مليون شخص (باستثناء اسكتلندا بحوالي 38,000) يؤمنون بالهندوسية أو السيخية أو البوذية؛ الديانات التي تطورت في شبه القارة الهندية وجنوب شرق آسيا. احتلت اليهودية أكثر بقليلٍ من البوذية في تعداد عام 2011، حيث تضم 263,000 من أتباعها (باستثناء اسكتلندا بحوالي 6000). استوطن اليهود بريطانيا منذ عام 1070 م، ومع ذلك فقد طُرد أولئك المقيمون منهم والذين يتحدثون عن دينهم من إنجلترا عام 1290، وقد تكرر ذلك في بعض الدول الكاثوليكية الأخرى في ذلك الوقت. سُمح لليهود بإعادة الاستيطان بدءاً من العام 1656 أثناء فترة خلو العرش [(49-1659)] والتي كانت ذروة مناهضة الكاثوليكية. معظم اليهود في بريطانيا العظمى انحدروا من أسلافٍ فروا نجاةً بحيواتهم، وخاصةً من ليتوانيا في القرن التاسع عشر الميلادي، والأراضي التي احتلتها ألمانيا النازية.

## أعلام
- جون برادلي
- مولي أدير
- سيسيل بوستوك
- كريستوفر ووكر
- هنري لويس

## الهوامش
1. ↑  يشمل التعريف السياسي لبريطانيا العظمى -أي إنجلترا واسكتلندا وويلز مجتمعةً- عدداً من الجزر البحرية مثل جزر وايت (بالإنجليزية: Wight)، وأنجْلسي (بالإنجليزية: Anglesey)، وشِتلاند (بالإنجليزية: Shetland)، والتي لا تعد جزءاً من الحيز الجغرافي لبريطانيا الكبرى. وتبلغ مساحة هذه الكيانات السياسية الثلاثة مجتمعةً 234,402 كم2 (أو 90,503 ميل مربع). انظر "The Countries of the UK". Office of National Statistics. 6 April 2010. Archived from the original on 8 January 2016. Retrieved 5 July 2015.
2. ↑  ولنقل نحو ثلاثٍ وثمانمئة (803) جزيرةٍ ذاتِ خطٍّ ساحليٍّ مميزٍ على الخريطة المساحية، وهناك عدة آلافٍ أُخَرَ أصغرُ من أن تظهرَ على الخريطة أكثر من نقطةٍ لا غير". انظر Mapzone.ordnancesurvey.co.uk. تم الاسترجاع في 24 فبراير، 2012.
3. ↑  تبلغ مساحات الكيانات المذكورة كالتالي: إنجلترا 130,279 كم2 (أو 50,301 ميل مربع)؛ اسكتلندا (8.3 ٪ من عدد سكان المملكة المتحدة لعام 2012) 77,933 كم2 (أو 30,090 ميل مربع)؛ ويلز 20,779 كم2 (أو 8,023 ميل مربع)؛ إيرلندا الشمالية 14,130 كم2 (أو 5,460 ميل مربع).
4. ↑  النص مُدوّن باللغة الإنجليزية الوسطى: "this Nobill Isle, callit Gret Britanee"
5. ↑  السادس بوصفه ملك اسكتلندا، ثم جيمس الأول كملكٍ لإنجلترا، وكذلك من بعد توحيده العرشين في عرش بريطانيا العظمى.
6. ↑  ورد في قاموس أوكسفورد الإنجليزي، أكسفورد: مطبعة جامعة أكسفورد، مادة "بريطانيا العظمى": «تعتبر إنجلترا وويلز واسكتلندا وحدة. وغالبًا ما يستخدم الاسم بشكل فضفاض للإشارة إلى المملكة المتحدة».
كذلك: «بريطانيا العظمى هو اسم الجزيرة التي تتألف منها إنجلترا، واسكتلندا، وويلز، على الرغم من أن المصطلح يستخدم أيضاً بشكل فضفاض للإشارة إلى المملكة المتحدة. المملكة المتحدة هي وحدة سياسية تضم هذه البلدان مع إيرلندا الشمالية. أما الجزر البريطانية فهو مصطلح جغرافي يشير إلى المملكة المتحدة وإيرلندا والجزر الصغيرة المحيطة مثل هبريدس وجزر القنال [الإنجليزي]».
7. ↑  يشير كتاب بروك، كولين (2018)، جغرافيا التعليم: "المقياس والمساحة والموقع في دراسة التعليم"، لندن: بلومزبري، إلى أن: «المنطقة السياسية "إيرلندا الشمالية" ليست جزءاً من بريطانيا، ولكنها جزء من الأمة "المملكة المتحدة تتألف من بريطانيا العظمى وإيرلندا الشمالية (UK)». تتألف بريطانيا العظمى من إنجلترا واسكتلندا وويلز.
8. ↑  إن "Cymru" هو اسم مقاطعة "ويلز" باللغة الويلزية (الـ"ويلش").
9. ↑  في العام 1801 اتحدت بريطانيا العظمى مع مملكة إيرلندا -من خلال قانون اتحادٍ- لتغدوَ المملكة المتحدة لبريطانيا العظمى وإيرلندا، وفي العام 1922 انفصلت دولة إيرلندا الحرة عن المملكة المتحدة، مما أدى إلى تغيير اسم هذه الأخيرة إلى "المملكة المتحدة لبريطانيا العظمى وإيرلندا الشمالية".

## بيانات المراجع
- Pliny the Elder (translated by Rackham, Harris) (1938). Natural History. Harvard University Press.
- Ball، Martin John (1994). The Celtic Languages. Routledge. ISBN:978-0-415-01035-1.
- Butler، Alban (1997). Butler's Lives of the Saints. Continuum International Publishing Group. ISBN:978-0-86012-255-5.
- Frodin، D. G. (2001). Guide to Standard Floras of the World. Cambridge University Press. ISBN:978-0-521-79077-2.
- Spencer، Colin (2003). British Food: An Extraordinary Thousand Years of History. Columbia University Press. ISBN:978-0-231-13110-0.
- Andrews، Robert (2004). The Rough Guide to Britain. Rough Guides Ltd. ISBN:978-1-84353-301-6. مؤرشف من الأصل في 2022-03-28.
- Dawkins، Peter (2004). The Shakespeare Enigma. Polair Publishing. ISBN:978-0-9545389-4-1.
- Major، John (2004). History in Quotations. Cassell. ISBN:978-0-304-35387-3. مؤرشف من الأصل في 2022-07-05.
- Else، David (2005). Great Britain. Lonely Planet. ISBN:978-1-74059-921-4. مؤرشف من الأصل في 2022-03-27.
- Kaufman، Will؛ Slettedahl، Heidi Macpherson (2005). Britain and the Americas: Culture, Politics, and History. ABC-Clio. ISBN:978-1-85109-431-8.
- Oppenheimer، Stephen (2006). Origins of the British. Carroll & Graf. ISBN:978-0-7867-1890-0. مؤرشف من الأصل في 2022-09-28.
- Room، Adrian (2006). Placenames of the World. McFarland. ISBN:978-0-7864-2248-7. مؤرشف من الأصل في 2022-07-05.
- Massey، Gerald (2007). A Book of the Beginnings, Vol. 1. Cosimo. ISBN:978-1-60206-829-2.
- Taylor، Isaac (2008). Names and Their Histories: A Handbook of Historical Geography and Topographical Nomenclature. BiblioBazaar. ISBN:978-0-559-29667-3.
- Legon، N.W.؛ Henrici، A. (2005). Checklist of the British & Irish Basidiomycota. Royal Botanic Gardens, Kew. ISBN:978-1-84246-121-1.
- Cannon، P.F.؛ Hawksworth، D.L.؛ M.A.، Sherwood-Pike (1985). The British Ascomycotina. An Annotated Checklist. Commonwealth Mycological Institute & British Mycological Society. ISBN:978-0-85198-546-6.